# 'hours…'
'hours…' je album britského hudebníka Davida Bowieho vydané v roce 1999. Zároveň je to poslední Bowieho album vydané společností EMI, přes její dceřinou společnost Virgin Records.
Většina skladeb, které se nacházejí na 'hours…' byly použity v jiných verzích v počítačové hře Omikron: The Nomad Soul. Ve hře vystupují postavy inspirované samotným Bowiem, jeho manželkou Iman a spolupracovníky Reevesem Gabrelsem a Gail-Ann Dorsey.
Aby Bowie zvýšil zájem o album, uspořádal na svých internetových stránkách BowieNet soutěž o nejlepší text k poskytnuté instrumentální skladbě. Vítězný text se měl pak objevit na albu 'hours…'. Vítězem soutěže a tím pádem i spoluautorem skladby „What 'Really Happening?“ se stal Alex Grant. Grant mimo jiné vyhrál i výlet do nahrávacího studia Looking Glass v New Yorku, kde Bowie nahrál své vokály s novým textem ke skladbě. Setkání vyvrcholilo tím, že Bowie pozval Granta, aby nazpívali doprovodné vokály ke své skladbě. Celá událost byla vysílána přes Bowieho internetovou stránku BowieNet.
Na obalu alba je aktuální starší krátkovlasý Bowie (z předešlého alba Earthling) ležící vyčerpaný v rukou dlouhovlasého, mladě vypadajícího Bowieho. 'hours…' je album v mnohém jemnější a klidnější než jeho dva předchůdci a obsahuje mnoho odkazů na Bowieho dávnou tvorbu, zejména ze začátku 70. let. Album bylo vydáno i v limitované edici, jejíž obal byl holografický.
Bowie se rozhodl po vydání alba opět koncertovat. Živých koncertů však bylo mnohem méně než kdysi a Bowie spíše upřednostňoval televizní vystoupení s kapelou.
Kritika byla s album relativně spokojená. Někteří mu však vyčítali přílišnou nudnost. Přesto dosáhl album na páté místo britské albové hitparády.

## Seznam skladeb
| Pořadí | Název                               | Délka |
| ------ | ----------------------------------- | ----- |
| 1.     | Thursday’s Child                    | 5:24  |
| 2.     | Something in the Air                | 5:46  |
| 3.     | Survive                             | 4:11  |
| 4.     | If I'm Dreaming My Life             | 7:04  |
| 5.     | Seven                               | 4:04  |
| 6.     | What's Really Happening?            | 4:10  |
| 7.     | The Pretty Things Are Going to Hell | 4:40  |
| 8.     | New Angels of Promise               | 4:35  |
| 9.     | Brilliant Adventure                 | 1:54  |
| 10.    | The Dreamers                        | 5:14  |

## Obsazení
- David Bowie – zpěv, klávesy, kytara, programování
- Reeves Gabrels – kytara, programování, syntezátory
- Mark Plati – baskytara, kytara, programování, mellotron
- Mike Levesque – bicí
- Sterling Campbell – bicí
- Chris Haskett – kytara
- Everett Bradley – perkuse
- Holly Palmer – doprovodné vokály